# ジョシュア・バトラー・ライト

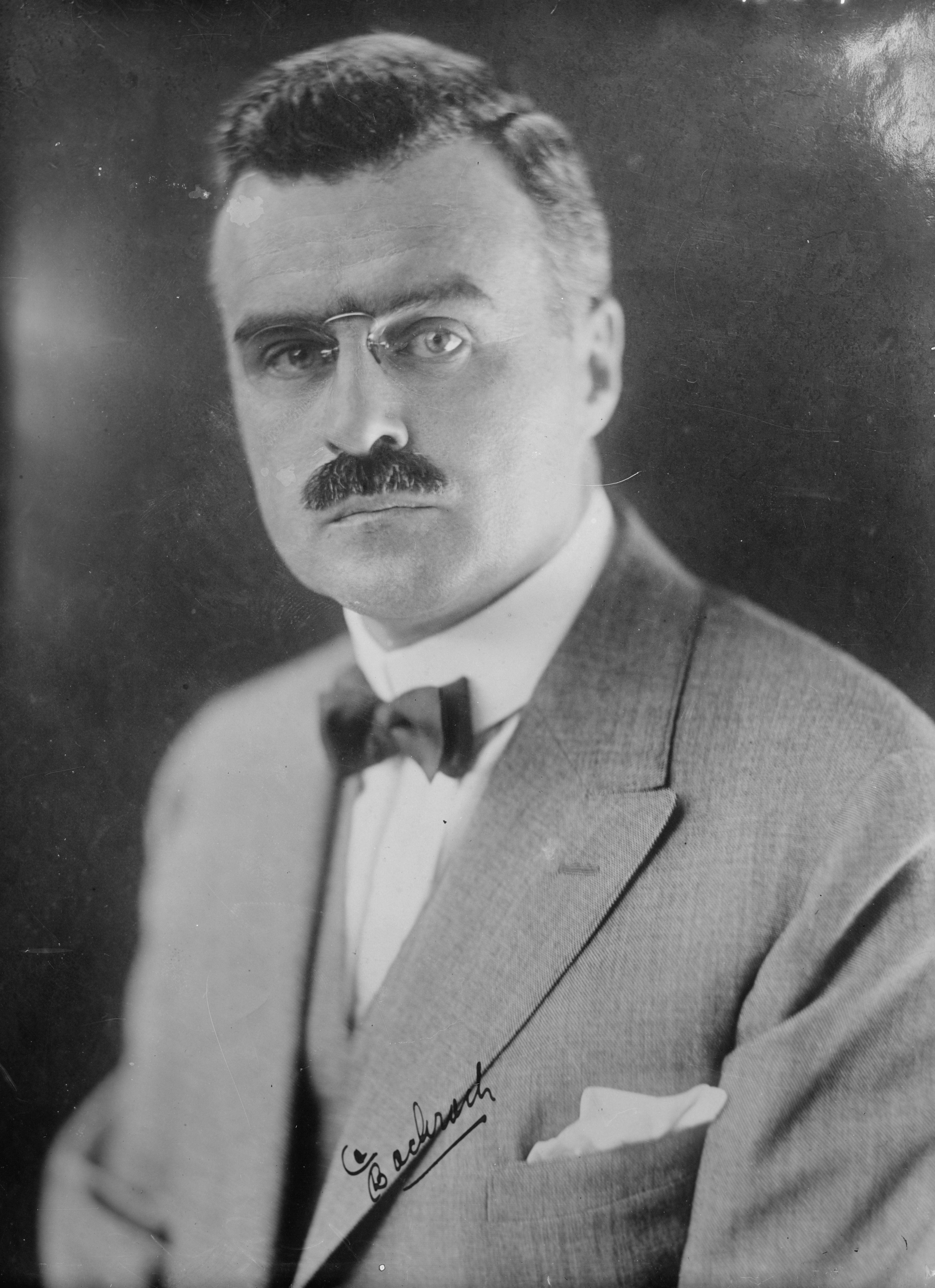
ジョシュア・バトラー・ライト

ジョシュア・バトラー・ライト（Joshua Butler Wright, 1877年10月18日 - 1939年12月4日）は、アメリカ合衆国の外交官、政治家。生涯の大部分を国務省で過ごし、4カ国で公使職・大使職を務めた。

## 生涯
1877年10月18日、ライトはニューヨーク州アーヴィントンにおいて、運河技師ベンジャミン・ライト (Benjamin Wright, 1770-1842) とフィロメーラ・サラ・ウォーターマン (Philomela Sarah Waterman, 1776-1835) の息子として誕生した。ライトは国務省に入省し、外交部に所属した。
1923年6月11日、ライトは第三国務次官補に任命された。その後外務職員法 (43 Stat. 146) の可決により、1924年7月1日に第二国務次官補および第三国務次官補が国務次官補に統合されると、ライトは国務次官補となった。ライトは1927年4月17日まで国務次官補を務めた。
1927年6月18日、ライトは在ハンガリーアメリカ合衆国特命全権公使に就任した。ライトは1930年10月24日まで同職を務めた。1931年2月9日、ライトは在ウルグアイアメリカ合衆国特命全権公使に就任した。ライトは1934年6月10日まで同職を務めた。1934年10月25日、ライトは在チェコスロバキアアメリカ合衆国特命全権公使に就任した。ライトは1937年6月1日まで同職を務めた。1937年8月23日、ライトは在キューバアメリカ合衆国特命全権大使に就任した。
そして大使在職中の1939年12月4日、ライトはキューバのハバナで死去した。